# Β-Adrenozeptoren

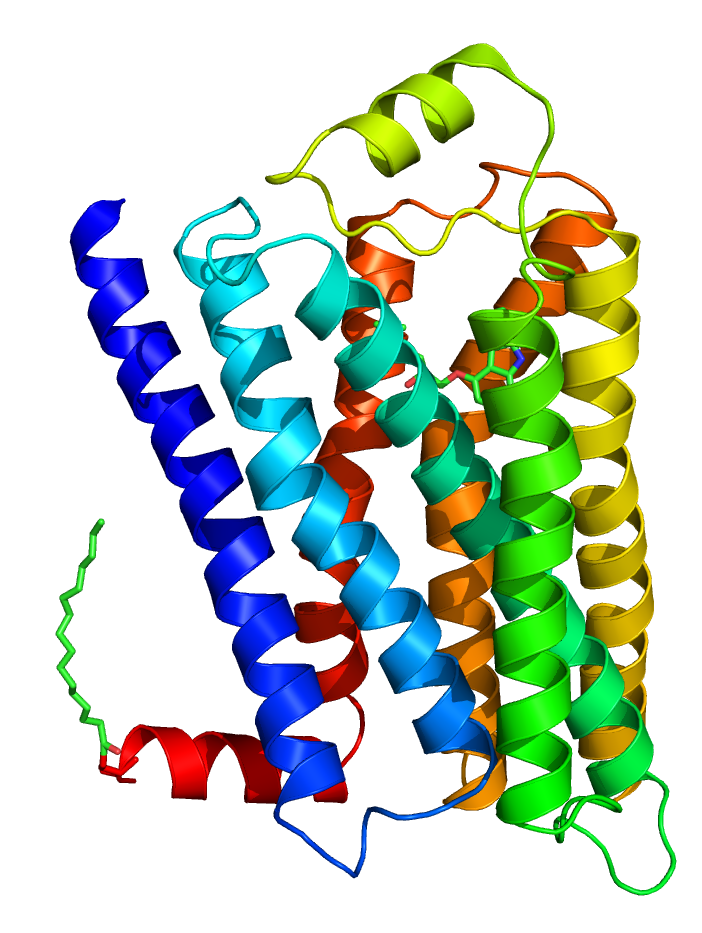
Kristallstruktur des β_{2}-Adrenozeptors im Komplex mit seinem Liganden Carazolol

Als β-Adrenozeptoren oder Betarezeptoren wird eine Gruppe phylogenetisch verwandter G-Protein-gekoppelter Rezeptoren (GPCR) bezeichnet, die insbesondere durch das Hormon Adrenalin aktiviert werden. Sie gehören wie die α1- und α2-Adrenozeptoren zur Familie der Adrenozeptoren und werden auf Grund ihrer pharmakologischen und molekularbiologischen Eigenschaften in drei Subtypen weiter unterteilt: β1, β2 und β3. Die Existenz eines vierten Subtyps, des „β4-Adrenozeptors“, wird kontrovers diskutiert. Seit Oktober 2007 und Juni 2008 liegen Röntgenkristallstrukturen des β2 bzw. β1-Rezeptors vor; sie sind damit nach dem Rhodopsin der zweite bzw. dritte GPCR, dessen Struktur aufgeklärt wurde.

## Vorkommen
β-Adrenozeptoren kommen in hoher Dichte im Herzen, in der glatten Muskulatur und im Fettgewebe vor. Im Herzen führt primär eine Aktivierung von β1-Adrenozeptoren und sekundär die Aktivierung des β2-Subtyps zu einer Steigerung der Herzkraft und Herzfrequenz. In der Niere kommt es β1-Adrenozeptor-vermittelt zu einer Sekretion von Renin.
In der glatten Muskulatur der Bronchien, der Gebärmutter und der Blutgefäße ist der β2-Subtyp der dominierende Adrenozeptor und führt dort zu Erschlaffung und damit zu einer Erweiterung der Organe.
Der β3-Adrenozeptor wurde vorwiegend im braunen Fettgewebe gefunden und führt dort zu Lipolyse und Thermogenese.
Der pharmakologisch im Herz nachgewiesene β4-Adrenozeptor wird derzeit nur als ein Affinitätszustand des β1-Subtyps angesehen, da beispielsweise in β1-Knockout-Mäusen keine β4-Effekte nachweisbar sind.

## Funktion
Eine Aktivierung von β-Adrenozeptoren führt über eine Kopplung der gebundenen G-Proteine vom Typ Gs oder ferner Gi/o zu einer Deaktivierung nachgeschalteter Signaltransduktionswege. Alle β-Adrenozeptoren sind in der Lage über Gs die Adenylylcyclase zu binden, welche die Konzentration an cAMP im Zytosol erhöht und über diese Konzentrationserhöhung die Proteinkinase A aktiviert. Eine Signaltransduktion über Gi/o-Proteine konnte insbesondere für β2- und β3-Adrenozeptoren nachgewiesen werden.
Die β1-Adrenozeptoren sind besonders wichtig im Bereich des Sinusknotens und der Arbeitsmuskulatur des Herzen, wo sie durch den Sympathikus positiv inotrope, positiv lusitrope und positiv bathmotrope Wirkung vermitteln.
(siehe auch Muskelkontraktion)
In den glatten Muskelzellen der Bronchiolen und der Arteriolen der Skelettmuskulatur vermitteln β1- bzw. β2-Rezeptoren in gleicher Weise die Aktivierung der Proteinkinase A, die dort die MLCP durch Phosphorylierung aktiviert und so eine Erweiterung zur Folge hat.

## Pharmakologie

### β-Adrenozeptoragonisten
β-Adrenozeptoragonisten (auch β-Sympathomimetika) erregen β-Adrenozeptoren. Therapeutisch finden sowohl β2-selektive als auch  β3-selektive Adrenozeptoragonisten Anwendung:
- Salbutamol, Salmeterol, Terbutalin, Clenbuterol, Formoterol etc. zur Therapie des Asthma bronchiale.
- Terbutalin als Tokolytikum.
- Mirabegron zur Behandlung der überaktiven Blase.

β2-Adrenozeptoragonisten, wie Salbutamol und insbesondere Clenbuterol werden häufig missbräuchlich als Dopingmittel verwendet. Im Vordergrund steht jedoch die Anwendung in der Therapie akuter Asthmaanfälle. Der auftretende Bronchospasmus kann durch Inhalation sehr schnell gelöst werden, sodass eine rasche Besserung eintritt.

### β-Adrenozeptorantagonisten
β-Adrenozeptorantagonisten (auch β-Sympatholytika) hemmen die durch
Adrenalin hervorgerufenen Effekte. Sie werden als Betablocker therapeutisch unter anderem bei Bluthochdruck, Herzinsuffizienz, Angina Pectoris und zur Migräne-Prophylaxe eingesetzt.

### Übersicht
| Eigenschaft            | β1                                                   | β2                                                                     | β3                                                   | („β4“)                                               |
| ---------------------- | ---------------------------------------------------- | ---------------------------------------------------------------------- | ---------------------------------------------------- | ---------------------------------------------------- |
| Signaltransduktion     | Gs                                                   | Gs, Gi/o                                                               | Gs, Gi/o                                             | Gs                                                   |
| Agonisten              | Adrenalin, Isoprenalin (Isoproterenol), Noradrenalin | Adrenalin, Isoprenalin (Isoproterenol), Noradrenalin                   | Adrenalin, Isoprenalin (Isoproterenol), Noradrenalin | Adrenalin, Isoprenalin (Isoproterenol), Noradrenalin |
| Selektive Agonisten    | Noradrenalin, Xamoterol, Denopamin                   | Salbutamol, Salmeterol, Clenbuterol, Terbutalin, Formoterol, Fenoterol | Amibegron, Mirabegron, Solabegron                    | –                                                    |
| Antagonisten           | Propranolol                                          | Propranolol                                                            | Propranolol                                          | Propranolol                                          |
| Selektive Antagonisten | Metoprolol, Bisoprolol, Atenolol, Betaxolol          | ICI 118551                                                             | SR59230A                                             | –                                                    |
| Hauptfunktion          | Steigerung der Herzkraft und -frequenz               | Relaxation glatter Muskulatur                                          | Lipolyse                                             | Steigerung der Herzkraft und -frequenz               |